# Sant Pere d'Escunhau
L' església de Sant Pere d'Escunhau o Sant Pèir és una església d'origen romànic del segle xi, situada a la part alta del nucli urbà d'Escunhau, del municipi de Vielha e Mijaran, a la Vall d'Aran. Exerceix d'església parroquial, amb advocació a Sant Pere, i forma part de l'Inventari del Patrimoni Arquitectònic de Catalunya.

## Descripció
És un edifici d'origen romànic, dels segles xi i xii, que ha estat però reedificat diverses vegades. Està format per una nau asimètrica amb finestrals gòtics, amb el sostre pla i transsepte amb volta de creueria, perllongada per la capçalera a l'època gòtica, moment quan també fou substituït l'absis semicircular per una construcció rectangular molt més espaiosa, a la qual li fou afegida posteriorment la sagristia. Al segle xvii es bastí, adossat al mur de ponent, el campanar de torre coronat per una cornisa vuitavada.

### Portada

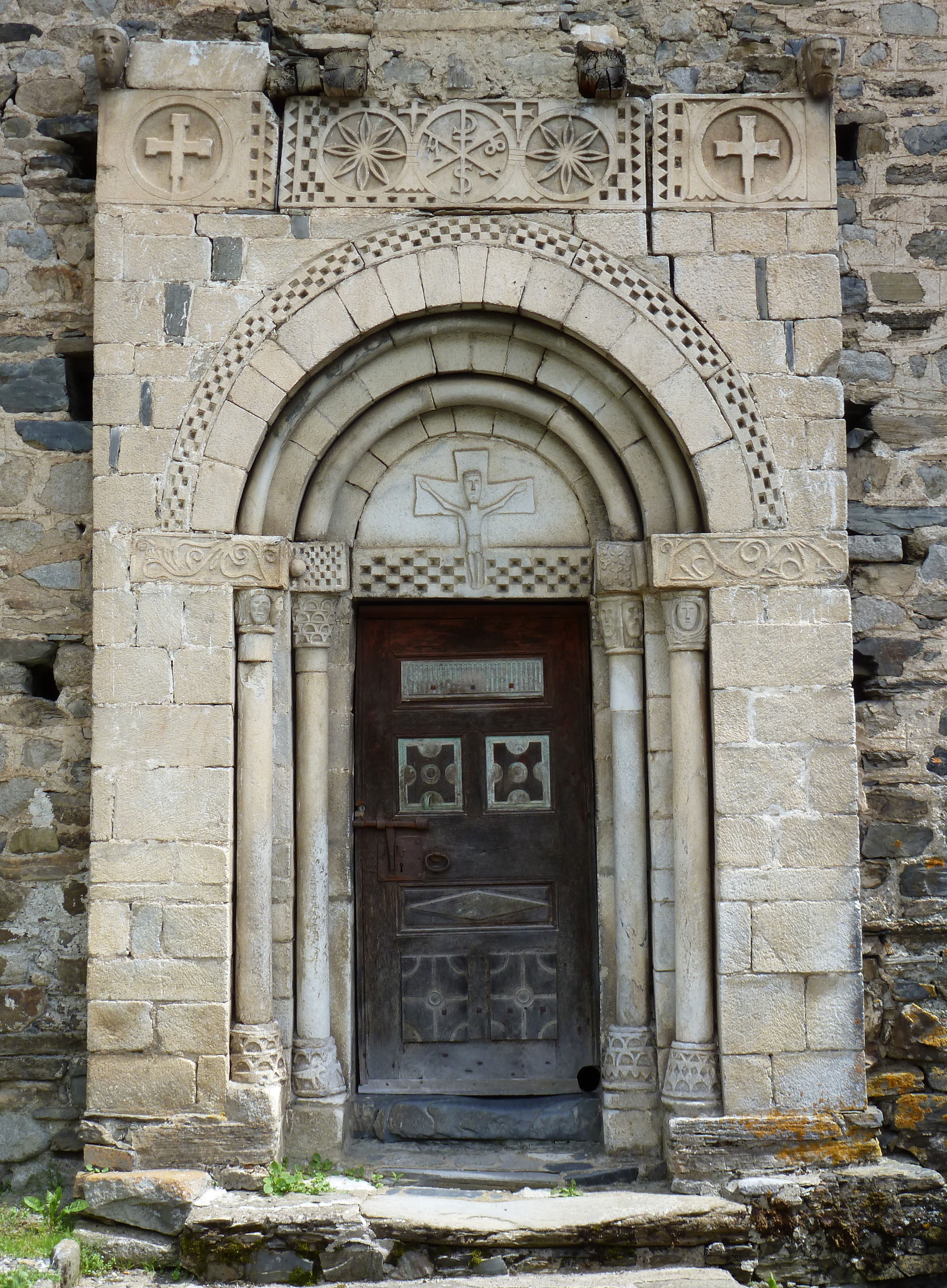
La portada romànica

L'element més destacat és la portada romànica, del segle xii, del mur de tramuntana, el conjunt de la qual forma un parament avançat respecte al cos de la façana. La porta és formada per tres arquivoltes d'arc de mig punt, sostingudes per dues columnes per banda, amb els capitells i les bases treballats. El capitell de l'esquerra està decorat amb caps humans mentre que el de la dreta mostra quatre fileres d'arcuacions. Una imposta recorre tota la portalada i a nivell del primer capitell està decorada amb fullatge. Al timpà hi ha un Crist a la creu, de factura primitiva. El parament és coronat per un fris centrat per un crismó, amb una estrella a cada banda i una creu grega encerclada a tots extrems. La porta, de fusta, és d'un sol batent i presenta restes de pintura blanca i roja. El pany, l'anella i els forrellats són de ferro forjat, decorat amb incisions que formen dibuixos geomètrics, d'espigues i rombes.

### Campanar

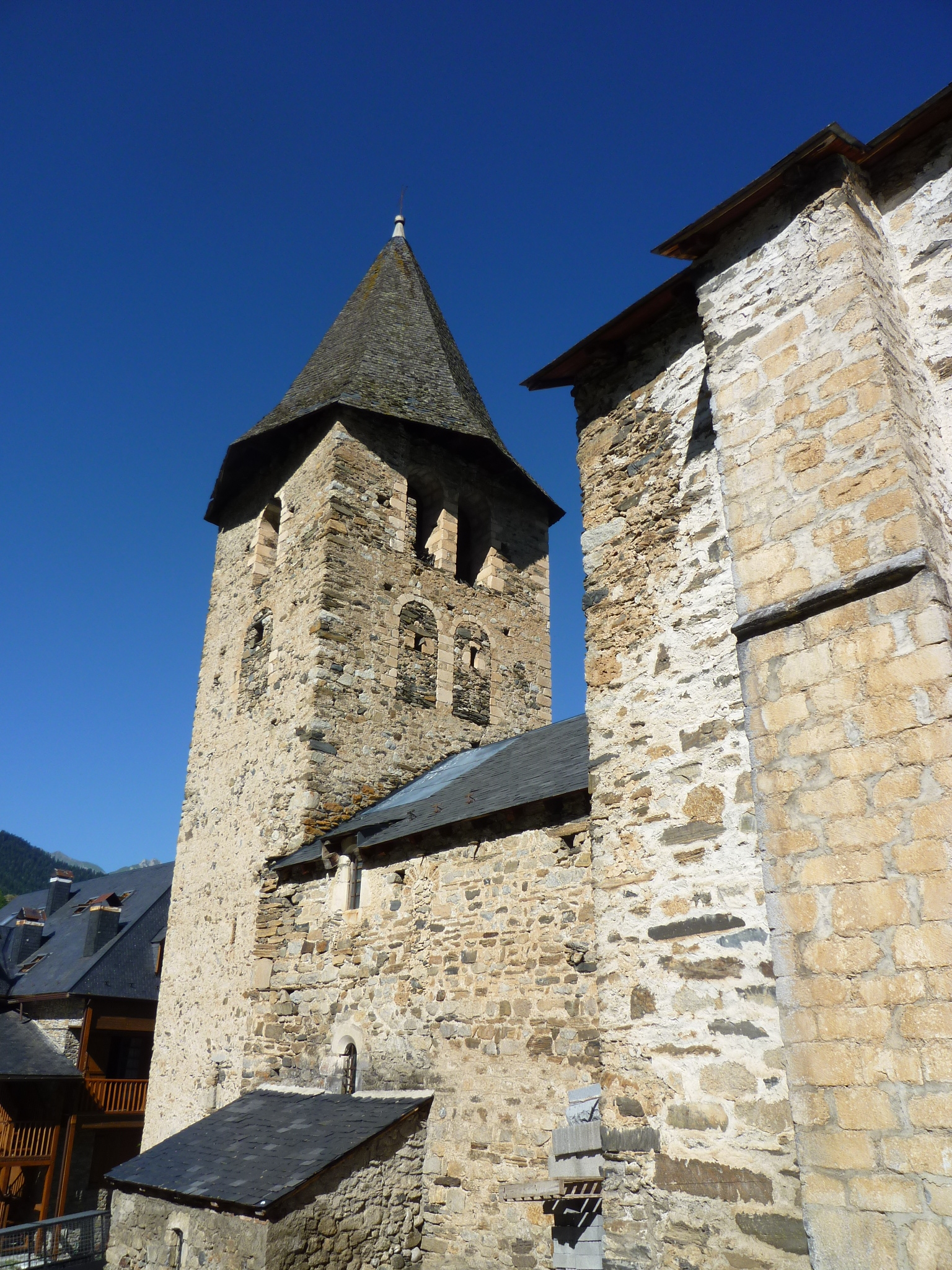
L'església, vista des del sud

Un altre element important és el campanar, amb 23,6 d'alçada, de planta quadrada adossat al mur de ponent de l'església. La porta d'accés es troba a l'interior de l'església. És de factura molt simple i no presenta decoració exterior; pel que fa a les obertures, presenta finestres en els dos darrers pisos; són finestres d'una sola derrama i hi ha dues per cada cara.

### Pica baptismal
D'origen romànic, la pica baptismal, d'un metre deu de diàmetre, està sostinguda per un peu cilíndric i decorada amb escenes dins de cercles tangents, presenta un Agnus Dei molt tosc i una figura humana d'exposició frontal aguantant una destral amb la mà esquerra i un martell amb la dreta. També apareix un crismó amb el monograma i un personatge que sosté un bàcul en forma de «T» a la mà dreta i una copa amb l'esquerra. Els cercles estan units per estranyes columnes, algunes helicoïdals i rematades per la part superior amb caps humans i per la part inferior amb flors de lis. Completen la decoració tiges, fulles i flors que s'enrotllen i ocupen els espais intermedis.

### Pica beneitera
Romànica, presenta exuberant decoració vegetal en baix relleu, molt semblant a la pica baptismal però més rústega.